# Міст Ячі
Міст Ячі (кит.: 鸭池河特大桥) - міст, що перетинає річку Ячі, розташований на межі міських округів Біцзе та Ґуйян; 10-й за довжиною основного прогону висячий міст у світі (5-й в Китаї); 14-й за висотою над перешкодою міст у світі (12-й в Китаї). Є частиною швидкісної автодороги G76 Сяминь - Ченду.

## Характеристика
Міст сполучає західний і східний береги річки Ячі відповідно: повіт Цяньсі міського округу Біцзе і міський повіт Цінчжень міського округу Ґуйян.
Довжина - 1466,5 м. Є двопілонним  вантовим мостом з основним прольотом завдовжки 800 м, який змінюється двома секціями балкової конструкції з обох сторін. Прогони моста 72 + 72 + 76 + 800 + 76 + 72 + 72 м. Висота мостових баштових опор східна - 243,2 м та західна - 258,2 м. Крім вантів балки жорсткості (з дорожнім полотном на ній) також закріплені з долу фермовими конструкціями для збільшення стійкості і несучої здатність прольоту. Мостові опори мають форму букви Н. Дорожнє полотно моста знаходиться на висоті 440 м над річкою, фактична висота над водоймою дамби Донфен на річці Ячі - 306 м.
Має чотири (по дві в обидві сторони) смуги руху.
Один з перших висячих мостів в Азії, побудований в гірській місцевості. Вартість будівництва мосту - 8,6 млрд. юань